# Orič
Orič – wieś w Chorwacji, w żupanii istryjskiej, w gminie Pićan. W 2011 roku liczyła 151 mieszkańców.